# Kunsthalle in Emden

Logo der Kunsthalle Emden

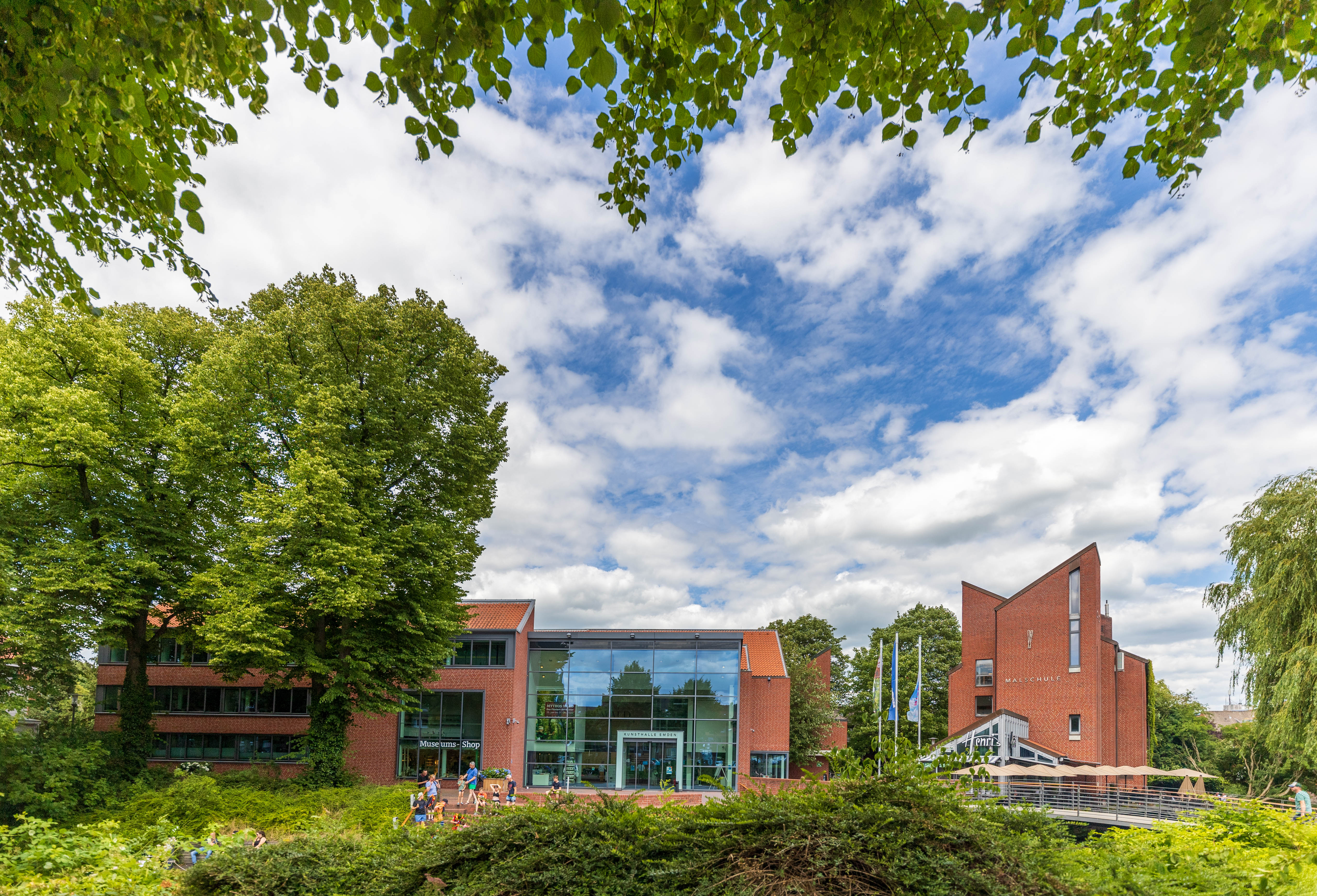
Die Kunsthalle in Emden, im Juli 2022

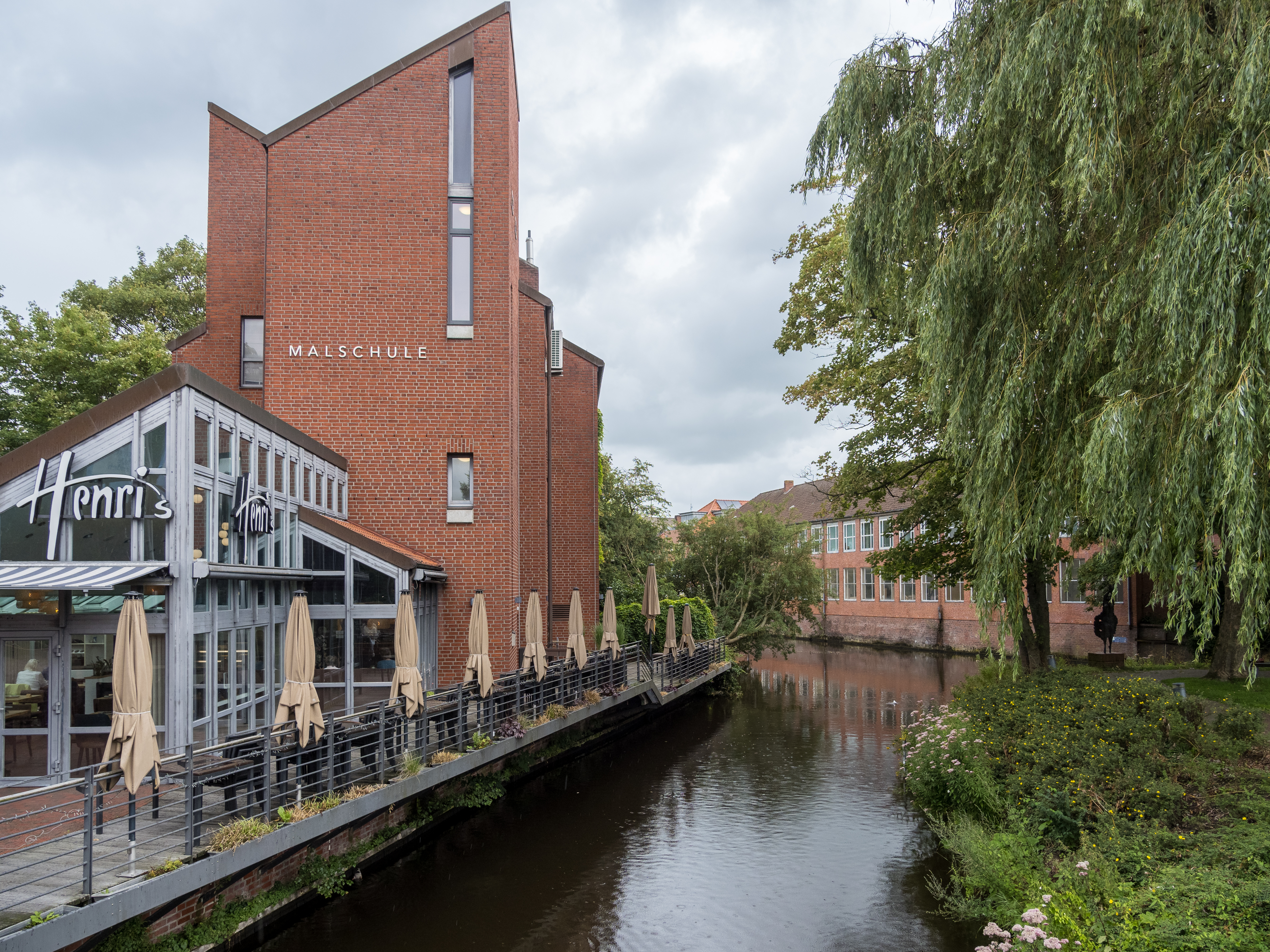
Malschule & Henri’s Café & Restaurant

Die Kunsthalle Emden (Stiftung Henri und Eske Nannen und Schenkung Otto van de Loo) ist ein Museum für Kunst der Moderne und Gegenwart in der Seehafenstadt Emden (Ostfriesland). Es wurde 1986 von Henri Nannen gestiftet. Durch eine Schenkung des Münchner Galeristen und Sammlers Otto van de Loo wurde die Kunstsammlung erweitert, was auch Erweiterungsbauten notwendig machte. Das im ortstypischen Klinker gehaltene Gebäudeensemble wurde vom Architektenpaar Friedrich und Ingeborg Spengelin aus Hannover entworfen. Die Kunsthalle ist Mitglied im Arbeitskreis selbständiger Kultur-Institute, einem Verbund von derzeit 37 national und international angesehenen, selbständigen Kultur- und Forschungsinstituten, die durch eine wertvolle Sammlung in besonderem Maße die Qualität und Vielfalt des kulturellen Deutschland repräsentieren.
Die Kunsthalle verfügt über etwa 1500 Kunstwerke, ca. 650 hatte Henri Nannen bei der Gründung selbst eingebracht. Allein 368 weitere sind seit 2001 durch Ankäufe und Schenkungen hinzugekommen.

## Geschichte
Die Planungen für die Kunsthalle begannen 1983. Nannen spendete sein gesamtes, während seines Wirkens als Stern-Chef erarbeitetes Vermögen. Er brachte auch seine eigene umfangreiche Kunstsammlung – Bilder und Skulpturen vor allem aus der Zeit des Expressionismus – in das Haus ein. Nannen hat später in Zeitungsinterviews erklärt, dass er in dieser Zeit oft gefragt worden sei, warum er die Kunsthalle in Emden gebaut habe und nicht in Hamburg, wo er lange Zeit gelebt und gearbeitet hatte. Der Stifter begründete dies sinngemäß damit, dass er in Hamburg nur eine weitere Kunsthalle eröffnen würde, in Emden hingegen das einzige Museum dieser Art. In der Stadt hatte Nannen dabei durchaus auch Skeptiker zu überzeugen. Für sein Lebenswerk, insbesondere aber für die Errichtung der Kunsthalle, ist Nannen später mit der Ehrenbürgerschaft seiner Heimatstadt ausgezeichnet worden. Die Kunsthalle ist heute neben dem Ostfriesischen Landesmuseum und der Johannes a Lasco Bibliothek die herausragende kulturelle Einrichtung Emdens und wird vielfach als kultureller Leuchtturm der Region hervorgehoben.
Am 3. Oktober 1986 wurde die Kunsthalle vom damaligen Bundespräsidenten Richard von Weizsäcker eröffnet, der an dem Haus die menschlichen Dimensionen rühmte. Das Museum hat einen Sammlungsschwerpunkt auf Bildern der Neuen Sachlichkeit und des deutschen Expressionismus, unter anderem mit Werken von Ernst Ludwig Kirchner, Max Pechstein und Emil Nolde. Darüber hinaus sind die Kunst des Informel, die gestische Abstraktion der deutschen Nachkriegskunst sowie auch Kunst aus der damaligen UdSSR durch die Sammlungskonvolute der Stiftung Henri und Eske Nannen und Schenkung Otto van de Loo dort in besonderem Maße vertreten.
Henri Nannen war bis zu seinem Tod 1996 Mitglied im Stiftungsrat der Kunsthalle, hatte aber keine offizielle Leitungsfunktion. Eske Nannen war ab der Gründung der Stiftung Henri und Eske Nannen und Schenkung Otto van de Loo (der Name Stiftung Henri Nannen wurde später erweitert) zunächst Geschäftsführerin und später geschäftsführendes Vorstandsmitglied. Seit 2017 waren Dr. Stefan Borchardt und Michael Kühn gemeinsam Stiftungsvorstand. Eske Nannen wechselte als ehrenamtliche Vorsitzende in den Aufsichtsrat. Die wissenschaftliche Leitung übernahm die Kunsthistorikerin Lisa Felicitas Mattheis.
Wissenschaftlich wurde die Kunsthalle erst von Thorsten Rodiek, dann bis 2006 von Achim Sommer geleitet, der Direktor des Max Ernst Museum Brühl des LVR wurde. Von 2006 bis 2010 war Nils Ohlsen wissenschaftlicher Leiter. 2010 übernahm Ohlsen die Leitung der Nationalgalerie Oslo. Nachfolger von Ohlsen an der Kunsthalle Emden war seit Oktober 2011 der Kunsthistoriker Frank Schmidt, der Anfang 2016 die Leitung der Museen Böttcherstraße in Bremen übernahm. Eske Nannen, die Frau des ehemaligen Stern-Chefs 1990 hatte die Stiftung seit seinem Tod 1996 geleitet. Unterstützt wird das Museum durch den gemeinnützigen Verein Freunde der Kunsthalle – Kunstverein in Ostfriesland e. V. Im April 2006 begannen Modernisierungs- und Umbauarbeiten, die zwanzig Monate andauerten. Die neue Kunsthalle wurde am 2. Dezember 2007 mit der Ausstellung „Garten Eden – Der Garten in der Kunst seit 1900“ wiedereröffnet. Der Kunsthalle in Emden ist eine Malschule für Kinder angeschlossen.
Die Kunsthalle Emden ist ein von mehreren Bildungseinrichtungen genutzter außerschulischer Lernort.
2019 wurde das Museum mit dem Museumsgütesiegel des Museumsverbands Niedersachsen und Bremen e. V. ausgezeichnet.
Im November 2020 legte Stefan Borchard seine Ämter nieder. Der Vorstand bestand zwischenzeitlich allein aus Michael Kühn. Seit Februar 2021 ist der Vorstand wieder vollständig. Künftig stehen Michael Kühn als Vorstandsvorsitzender und kaufmännischer Direktor sowie Lisa Felicitas Mattheis als Vorständin und wissenschaftliche Direktorin der Stiftung Henri und Eske Nannen und Schenkung Otto van de Loo vor. Ab 1. September 2025 werden die Kunsthistorikerinnen Ina Grätz und Silke Oldenburg als neue Direktorinnen die wissenschaftliche Leitung der Emder Kunsthalle übernehmen und das Haus gemeinsam mit dem kaufmännischen Direktor Christian Rose führen.

Panoramaaufnahme der Kunsthalle Emden

Panoramaaufnahme der Kunsthalle Emden April 2008

## Förderung und Finanzierung
Die Kunsthalle Emden wird durch das Land Niedersachsen finanziell gefördert. So übernahm das Land 2012 Altschulden in Höhe von 300.000 Euro aus der letzten Bauphase. Zudem beteiligt sich das Land an den Unterhaltskosten der Kunsthalle. Sie erhält seit 2014 einen jährlichen Zuschuss von 850.000 Euro.
Das Vermittlungsprojekt „Auf Augenhöhe“ wurde 2012 mit dem BKM-Preis Kulturelle Bildung ausgezeichnet. Der Verein Freunde der Kunsthalle hat mittlerweile 1154 Mitglieder. 255 von ihnen gehören der Unterabteilung „Junge Freunde der Kunsthalle“ an. 2004 hatten sich die Ludolf-Backhuysen-Gesellschaft, die sich ebenfalls der Kunstförderung in der Seehafenstadt verschrieben hatte, und der zum damaligen Zeitpunkt bereits bestehende Verein Freunde der Kunsthalle zusammengetan. Seither firmiert der Verein unter seinem heutigen Namen. Die Freunde der Kunsthalle ermöglichen durch ihren Jahresbeitrag sowie durch weitere Schenkungen den Ankauf von Gemälden. So wurde schon in den 1980er-Jahren ein „Abstraktes Bild“ von Gerhard Richter angeschafft, das heute ein Vielfaches dessen wert ist, was seinerzeit für den Ankauf aufgebracht worden war. Durch die Zuwendungen der Freunde der Kunsthalle werden zudem befristete Stellen beim Personal ebenso bezuschusst wie der Druck von Katalogen.

## Ausstellungen
Zu den herausragenden Ausstellungen gehörten:
- 1987: Paula Modersohn-Becker: Mensch und Landschaft
- 1987: Emil Nolde: Aquarelle und Zeichnungen
- 1988: Horst Janssen: Zeichnungen, Aquarelle, Gouachen, Radierungen und Lithographien
- 1988: Glasnost – Die neue Freiheit der sowjetischen Maler
- 1988: Dunkel – Trimborn – Dönselmann: Ostfriesland und die Kunst des 20. Jahrhunderts
- 1989: Bilder vom Menschen. 13 Maler aus der DDR
- 1989: Alexej von Jawlensky
- 1991: Max Ernst: Graphik und Bücher
- 1992: August Macke: Vom Gesang der Schönheit der Dinge. Aquarelle und Zeichnungen
- 1993: Lyonel Feininger: Natur-Notizen, Skizzen und Zeichnungen aus dem Busch-Reisinger Museum
- 1994: Franz Marc: Kräfte der Natur. Werke 1912 – 1915
- 1994: Georg Baselitz: Holzschnitte 1966 – 1991
- 1995: Franz Radziwill 1895 – 1983. Das größte Wunder ist die Wirklichkeit
- 1995: Pablo Picasso: In der Verwandlung
- 1995: Ernst Ludwig Kirchner. Unbekannte Zeichnungen aus dem Kirchner Museum Davos
- 1998: Heiner Altmeppen: Deutsche Landschaften
- 2000: Marc Chagall: Die Lithographien
- 2000: Niki de Saint Phalle: Liebe Protest Phantasie
- 2001: Rainer Fetting: Landschaften und Figuren
- 2001: Oskar Kokoschka: Werke der Oskar Kokoschka-Stiftung, Musée Jenisch, Vevey
- 2002: Der Akt in der Kunst des 20. Jahrhunderts
- 2004: Edvard Munch: Bilder aus Norwegen
- 2005: Gerhard Richter: Printed! Druckgraphik, Foto-Editionen und Künstlerbücher
- 2006: Joan Miró: Fantastische Welten – Druckgrafiken aus der Fundació Joan Miró
- 2006: Emil Nolde: Begegnungen – Paare im Werk von Emil Nolde
- 2007: Garten Eden. Der Garten in der Kunst seit 1900
- 2008: Joan Mitchell: Eine Entdeckung der New York School
- 2010: Erich Heckel: Vom Aquarell zum Gemälde
- 2011: Franz Radziwill: 111 Meisterwerke aus privaten Sammlungem
- 2011: Zwischen Film und Kunst – Storyboards von Hitchcock bis Spielberg
- 2013/14: Franz Marc, Henri Nannen und die Blauen Fohlen
- 2016/17: Nikolai Astrup: Norwegen. Eine Entdeckung (kuratiert von Frances Carey, Ian A.C. Dejardin, MaryAnne Stevens)
- 2021: wild/schön. Tiere in der Kunst (kuratiert von Lisa Felicitas Mattheis)

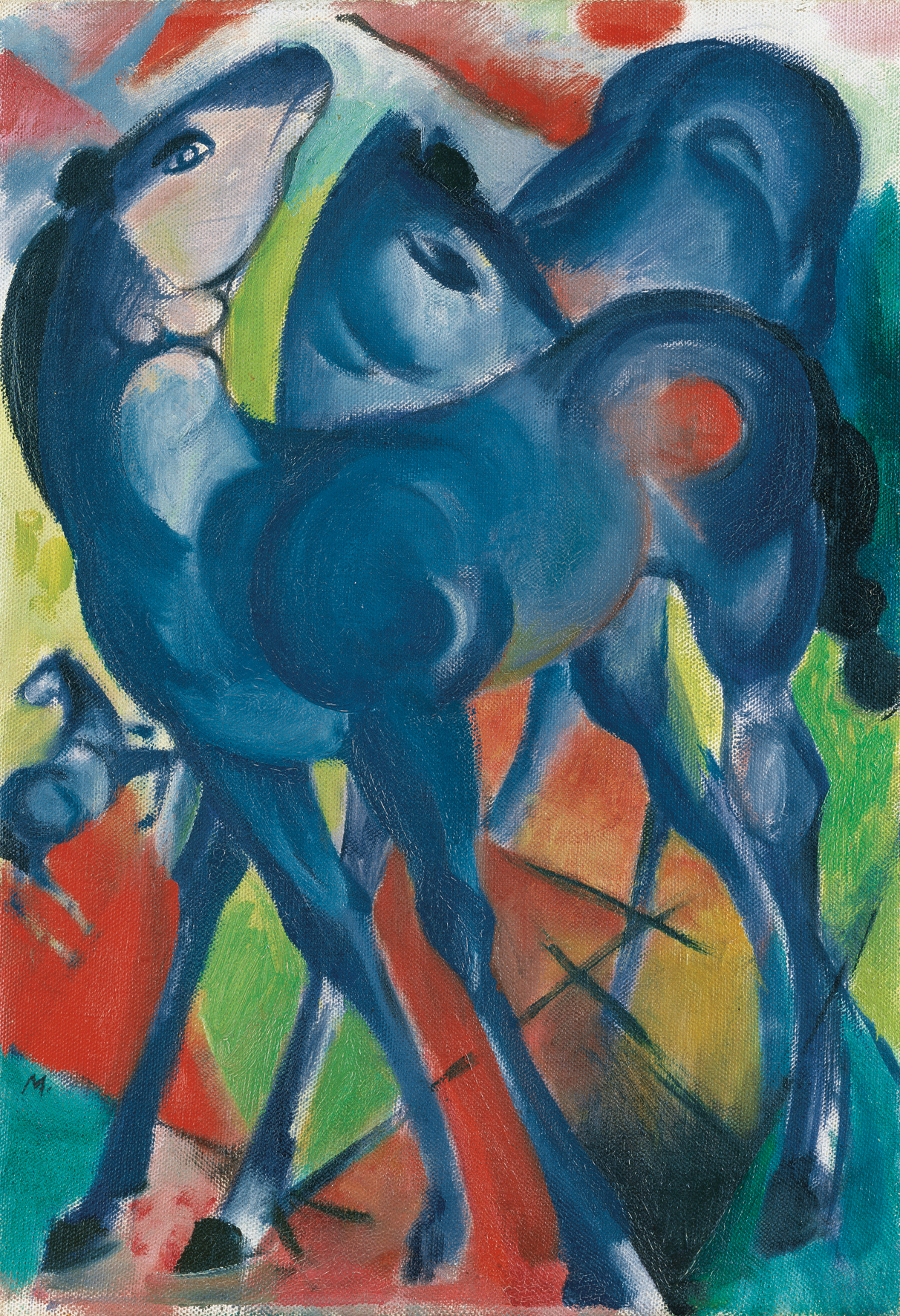
Franz Marcs Gemälde Die blauen Fohlen aus dem Jahr 1913 gehört zur Sammlung der Kunsthalle. Im Sommer 2013 wurde eine bisher unbekannte Katzenstudie des Künstlers unter diesem Bild gefunden und ab Oktober ausgestellt.

- 2022: Mythos Wald. Das Flüstern der Blätter
- 2023: HIER BIN ICH! Künstlerinnenselbstporträt
- 2023: Jan Pleitner: Jenseits der Leere
- 2024: Bilder wie Energiemaschinen. Otto van de Loo zum Hundertsten